# Домерсхаузен
Домерсхаузен (њем. Dommershausen) општина је у њемачкој савезној држави Рајна-Палатинат. Једно је од 134 општинска средишта округа Рајн-Хунсрик. Према процјени из 2010. у општини је живјело 1.141 становника. Посједује регионалну шифру (AGS) 7140202.

## Географски и демографски подаци
Домерсхаузен се налази у савезној држави Рајна-Палатинат у округу Рајн-Хунсрик. Општина се налази на надморској висини од 340 метара. Површина општине износи 24,7 km². У самом мјесту је, према процјени из 2010. године, живјело 1.141 становника. Просјечна густина становништва износи 46 становника/km².